# 30089 Terikelley
30089 Terikelley este o planetă minoră (asteroid) din centura de asteroizi. A fost descoperită pe 11 martie 2000 la Stația Anderson Mesa de Lowell Observatory Near-Earth-Object Search. 
Obiectul prezintă o orbită caracterizată de o semiaxă mare de 2,6122405 UAi, o excentricitate de 0,1992159, o înclinație de 5,75025 ° în raport cu ecliptica.